# مائورو کولاگرکو
مائورو کولاگرکو (اسپانیایی: Mauro Colagreco‎؛ زادهٔ ۵ اکتبر ۱۹۷۶) سرآشپز و رستوران‌دار اهل آرژانتین است. وی مالک و سرآشپز رستوران سه‌ستارهٔ میرازور در شهر منتون فرانسه است که در سال ۲۰۱۹ به‌عنوان بهترین رستوران جهان معرفی شد. وی در سال ۲۰۲۲، نخستین سرآشپزی شد که به عنوان سفیر حسن نیت یونسکو برای تنوع زیستی معرفی شد.
وی همچنین برندهٔ جوایزی همچون شوالیه لژیون دونور شده‌است.